# CONSUR Sevens 2015
CONSUR Sevens 2015 – dziesiąte mistrzostwa strefy CONSUR w rugby 7 mężczyzn, oficjalne międzynarodowe zawody rugby 7 o randze mistrzostw kontynentu organizowane przez Confederación Sudamericana de Rugby mające na celu wyłonienie najlepszej męskiej reprezentacji narodowej w tej dyscyplinie sportu w strefie CONSUR, które odbyły się wraz z turniejem żeńskim w argentyńskim mieście Santa Fe w dniach 5–7 czerwca 2015 roku. Turniej służył również jako kwalifikacja do turnieju rugby 7 na Letnich Igrzyskach Olimpijskich 2016.

## Informacje ogólne
Gospodarzem zawodów był Club CRAI, a przystąpiło do nich siedem drużyn. Rywalizowały one w ramach jednej grupy systemem kołowym, bezpośrednią kwalifikację na Letnie Igrzyska Olimpijskie 2016 uzyskiwał zwycięzca zawodów, dwa kolejne zespoły otrzymały natomiast prawo do występu w turnieju barażowym. Sędziowie zawodów.
Jedyną niepokonaną drużyną uzyskując tym samym bezpośredni awans na igrzyska w Rio okazali się Argentyńczycy, którzy w trzydniowym turnieju stracili jedynie dziesięć punktów, na podium uplasowały się także Urugwaj i Chile otrzymując prawo do występu w światowym turnieju kwalifikacyjnym.

## Faza grupowa
| 6 czerwca 201510:58 | Chile | 27:0 | Wenezuela | Club CRAI, Santa Fe |
| 6 czerwca 201510:58 |       | 27:0 |           | Club CRAI, Santa Fe |

| 6 czerwca 201511:20 | Kolumbia | 35:0 | Peru | Club CRAI, Santa Fe |
| 6 czerwca 201511:20 |          | 35:0 |      | Club CRAI, Santa Fe |

| 6 czerwca 201511:42 | Argentyna | 57:0 | Paragwaj | Club CRAI, Santa Fe |
| 6 czerwca 201511:42 |           | 57:0 |          | Club CRAI, Santa Fe |

| 6 czerwca 201513:34 | Paragwaj | 5:40 | Urugwaj | Club CRAI, Santa Fe |
| 6 czerwca 201513:34 |          | 5:40 |         | Club CRAI, Santa Fe |

| 6 czerwca 201513:56 | Wenezuela | 12:24 | Kolumbia | Club CRAI, Santa Fe |
| 6 czerwca 201513:56 |           | 12:24 |          | Club CRAI, Santa Fe |

| 6 czerwca 201514:18 | Argentyna | 17:10 | Chile | Club CRAI, Santa Fe |
| 6 czerwca 201514:18 |           | 17:10 |       | Club CRAI, Santa Fe |

| 6 czerwca 201516:08 | Peru | 0:41 | Chile | Club CRAI, Santa Fe |
| 6 czerwca 201516:08 |      | 0:41 |       | Club CRAI, Santa Fe |

| 6 czerwca 201516:30 | Kolumbia | 12:24 | Urugwaj | Club CRAI, Santa Fe |
| 6 czerwca 201516:30 |          | 12:24 |         | Club CRAI, Santa Fe |

| 6 czerwca 201516:52 | Argentyna | 64:0 | Wenezuela | Club CRAI, Santa Fe |
| 6 czerwca 201516:52 |           | 64:0 |           | Club CRAI, Santa Fe |

| 7 czerwca 201509:30 | Peru | 14:14 | Wenezuela | Club CRAI, Santa Fe |
| 7 czerwca 201509:30 |      | 14:14 |           | Club CRAI, Santa Fe |

| 7 czerwca 201509:52 | Kolumbia | 5:0 | Paragwaj | Club CRAI, Santa Fe |
| 7 czerwca 201509:52 |          | 5:0 |          | Club CRAI, Santa Fe |

| 7 czerwca 201510:14 | Urugwaj | 12:7 | Chile | Club CRAI, Santa Fe |
| 7 czerwca 201510:14 |         | 12:7 |       | Club CRAI, Santa Fe |

| 7 czerwca 201512:04 | Urugwaj | 31:0 | Wenezuela | Club CRAI, Santa Fe |
| 7 czerwca 201512:04 |         | 31:0 |           | Club CRAI, Santa Fe |

| 7 czerwca 201512:26 | Chile | 31:0 | Paragwaj | Club CRAI, Santa Fe |
| 7 czerwca 201512:26 |       | 31:0 |          | Club CRAI, Santa Fe |

| 7 czerwca 201512:48 | Argentyna | 64:0 | Peru | Club CRAI, Santa Fe |
| 7 czerwca 201512:48 |           | 64:0 |      | Club CRAI, Santa Fe |

| 7 czerwca 201514:40 | Urugwaj | 40:0 | Peru | Club CRAI, Santa Fe |
| 7 czerwca 201514:40 |         | 40:0 |      | Club CRAI, Santa Fe |

| 7 czerwca 201515:02 | Argentyna | 61:0 | Kolumbia | Club CRAI, Santa Fe |
| 7 czerwca 201515:02 |           | 61:0 |          | Club CRAI, Santa Fe |

| 8 czerwca 201510:20 | Paragwaj | 26:5 | Wenezuela | Club CRAI, Santa Fe |
| 8 czerwca 201510:20 |          | 26:5 |           | Club CRAI, Santa Fe |

| 8 czerwca 201512:10 | Paragwaj | 19:15 | Peru | Club CRAI, Santa Fe |
| 8 czerwca 201512:10 |          | 19:15 |      | Club CRAI, Santa Fe |

| 8 czerwca 201512:32 | Chile | 17:5 | Kolumbia | Club CRAI, Santa Fe |
| 8 czerwca 201512:32 |       | 17:5 |          | Club CRAI, Santa Fe |

| 8 czerwca 201514:42 | Argentyna | 45:0 | Urugwaj | Club CRAI, Santa Fe |
| 8 czerwca 201514:42 |           | 45:0 |         | Club CRAI, Santa Fe |

## Klasyfikacja końcowa
| Miejsce | Reprezentacja | Uwagi                      |
| ------- | ------------- | -------------------------- |
| 1       | Argentyna     | awans na LIO 2016          |
| 2       | Urugwaj       | awans do baraży o LIO 2016 |
| 3       | Chile         | awans do baraży o LIO 2016 |
| 4       | Kolumbia      | -                          |
| 5       | Paragwaj      | -                          |
| 6       | Wenezuela     | -                          |
| 7       | Peru          | -                          |